# Zulma

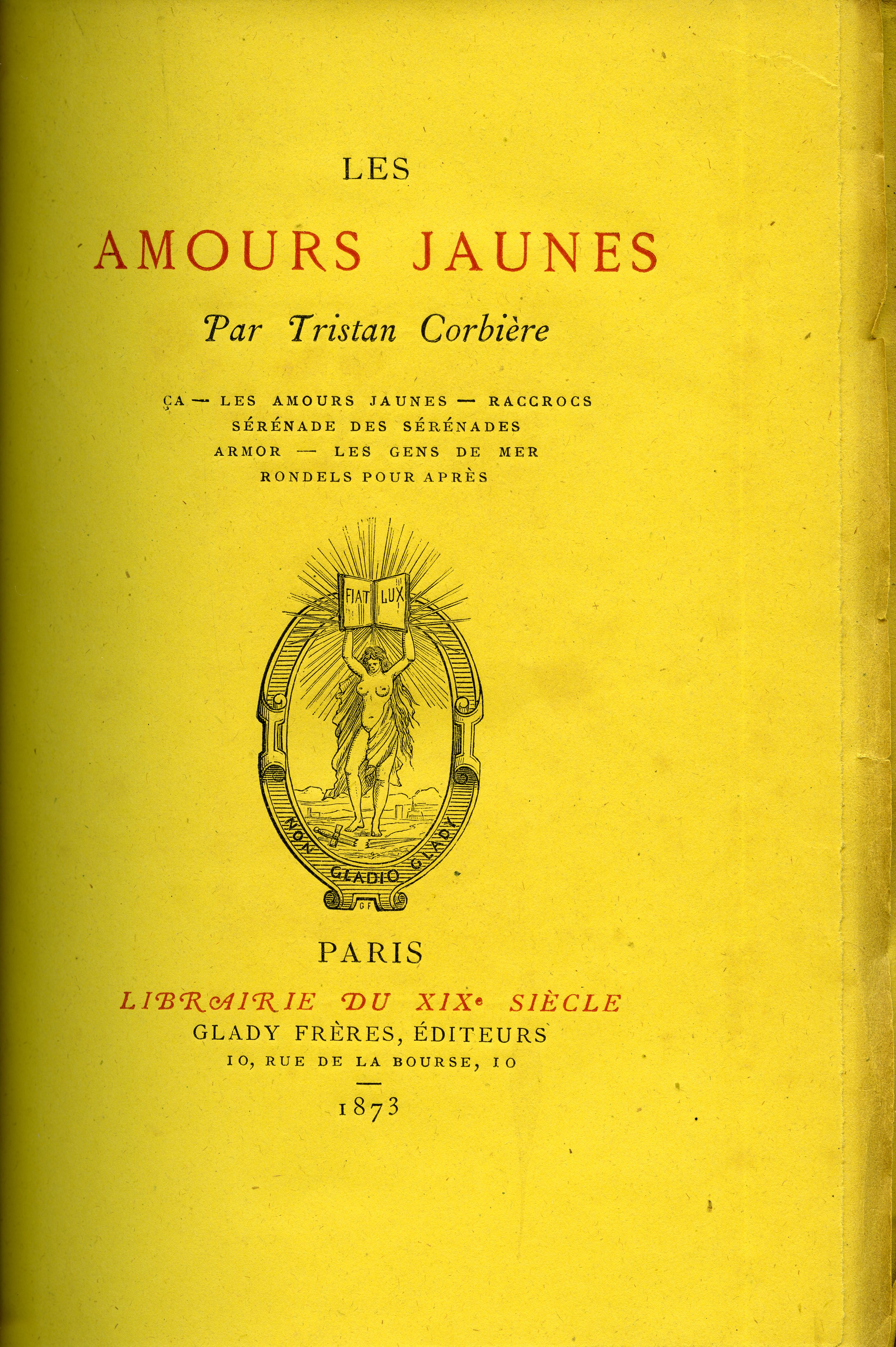
Portada del libro Les Amours jaunes, de Tristan Corbière.

Zulma es una editorial francesa consagrada principalmente a la literatura contemporánea, francesa e internacional. Fue fundada en 1991 por Laure Leroy y Serge Safran.
El nombre de Zulma proviene de un poema de Tristan Corbière, « A la memoria de Zulma ». La editorial ha dedicado al poeta francés algunos de sus primeros títulos en varias colecciones, como Los amores amarillos.
Zulma edita bajo ámbito CDE y está distribuido por la SODIS. Desde 2016, Éditions Zulma edita la « revista anual de literatura y reflexión » Apulée, dirigida por Hubert Haddad, que se fundó con el objetivo de defender la idea de libertad.

## Autores aparecidos
- Literatura africana: Adrian Igoni Barrett, Nii Ayikwei Parkes, Abdelaziz Baraka Sakin.
- Literatura en catalán : Miquel de Palol.
- Literatura de China : Eileen Chang, Guo Songfen.
- Literatura de Corea : Eun Heekyung, Han Kang, Hwang Sok Yong, Hwang Sun-Won, Kim Yoo-jung, Lee Seung-u, Yi Sang.
- Literatura de Europa del Este y de Europa Central : Gert Ledig, Stefan Heym, Ferenc Karinthy, Itzhak Katzenelson, Leo Perutz, Răzvan Rădulescu.
- Literatura francesa : Jean-Marie Blas de Roblès, Pascal Garnier, Hubert Haddad, Marcus Malte, Serge Pey, Alina Reyes, Abdurahman Waberi.
- Haití : Jacques Stephen Alexis, Dominique Batraville, René Depestre, Dany Laferrière, James Noël, Makenzy Orcel, Jacques Roumain, Marie Vieux-Chauvet.
- Literatura de la India : Ambai, Anjana Appachana, Vaikom Muhammad Basheer, R. K. Narayan, Rabindranath Tagore, Vatsiaiana y Kalyanamalla.
- Littérature indonésienne : Pramoedya Ananta Toer.
- Literatura de Israel : Benny Barbash.
- Literatura jamaicana : Kei Miller.
- Literaturas escandinavas : Bergsveinn Birgisson, Soffía Bjarnadóttir, Guðrún Eva Mínervudóttir, Andri Snær Magnason , Gunnar Gunnarsson, Auður Ava Ólafsdóttir, August Strindberg.
- Literatura persa : Zoyâ Pirzâd, Fariba Vafi.
- Literatura latinoamericana : Vanessa Barbara, Eduardo Antonio Parra, Ricardo Piglia, Mayra Santos-Febres, Enrique Serpa, David Toscana.

## Premios literarios
- Benny Barbash
  - My First Sony : Prix grand public du Salon du livre 2008
- Jean-Marie Blas de Roblès
  - Là où les tigres sont chez eux : Premio Médicis 2008, prix du roman Fnac 2008, prix du jury Jean-Giono 2008.
- René Depestre
  - Grand Prix SGDL de Littérature 2016 pour l’ensemble de son œuvre
- Hubert Haddad
  - Palestine : Premio Renaudot 2009; Prix des cinq continents de la Francophonie.
  - Grand Prix SGDL de Littérature 2016 pour l’ensemble de son œuvre
  - Le Peintre d'éventail : Premio Louis Guilloux ; Prix Michel-Tournier ; Prix des littératures Océans France Ô 2014.
- Stéphane Héaume
  - Le Clos Lothar : Prix du jury Jean-Giono 2002.
- Andri Snær Magnason 
  - LoveStar : Grand Prix de l'Imaginaire 2016.
- Marcus Malte
  - Garden of Love : Grand Prix des lectrices de ELLE - catégorie roman policier
  - Le Garçon : Premio Femina
- Daniel Morvan
  - Lucia Antonia, funambule : Prix Charles-Oulmont 2014
- Auður Ava Ólafsdóttir
  - Rosa candida : prix Page des libraires 2010 - Sélection européenne ; Prix des libraires du Québec
  - L'Exception : Prix littéraire des jeunes Européens 2016
  - Miss Islande : Premio Médicis Extranjero 2019
- Makenzy Orcel
  - Les Immortelles : Grand prix Thyde-Monnier de la Société des Gens de Lettres
  - L'Ombre animale : Prix Littérature-monde ; Premio Louis Guilloux ; Prix Étiophile ; Prix littéraire des Caraïbes de l'ADELF
- Nii Ayikwei Parkes
  - Notre quelque part : Premio Laure Bataillon ; Prix Baudelaire de la Traduction
- Zoyâ Pirzâd
  - Le Goût âpre des kakis : Prix Courrier International du meilleur livre étranger 2009
- Razvan Radulescu
  - Théodose le Petit : Premio de Literatura de la Unión Europea
- Shun Medoruma
  - L'âme de Kôtarô contemplait la mer : Prix Zoom Japon
- Ingrid Thobois
  - Sollicciano : Grand prix Thyde-Monnier de la Société des gens de lettres
- Abdourahman Waberi
  - La Divine Chanson : Premio Louis Guilloux
- Benjamin Wood
  - Le Complexe d'Eden Bellwether : Prix du roman Fnac 2014 ; Prix Baudelaire de la traduction